# Oppigården
Oppigården är en av SCB avgränsad och namnsatt småort norr om Flästa i Bollnäs kommun. Vid 1995 års avgränsning blev orten klassad som småort, men 2015 hade befolkningen minskat såpass att småorten upplöstes, men vid avgränsningen 2020 återfick den status som småort.